# スティーブン・L・ハーマン
スティーブン・L・ハーマン（Steven L. Herman、1959年 - ）はボイス・オブ・アメリカ (VOA) の通信員で、日本外国特派員協会（FCCJ）の会長として1年間の任期を終えた後、5年連続で在日外国報道協会（FPIJ）の会長に選出された。現在はホワイトハウス担当。

## 報道
福島第一原子力発電所事故による放射能地域で時を過ごし、2011年4月に損傷した原発施設を訪れた、数少ない記者の一人である 。
2020年4月28日、マイク・ペンス米副大統領がミネソタ州にある大手総合病院メイヨー・クリニックを訪問した際、新型コロナウイルス感染対策として病院側が義務付けているマスク等を着用しなかった件で、副大統領夫人カレン・ペンスがフォックス番組内で、マスク着用義務は知らされていなかった旨の発言があった後、ハーマンは、ペンス執務室から前日に同行記者団にメイヨー病院のマスクポリシーについての連絡があったことをツイートした。ハーマンのツイートの後、ホワイトハウスは、ハーマンかVOAの謝罪がなければ、副大統領専用機での今後のすべての取材同行を禁止すると語った。 

## 職歴
日本外国特派員協会の会長を一期務めた。
東京の早稲田大学に関連するビジネススクールである早稲田マーケティングフォーラムの諮問機関で職務を務めた。

## 著書
図鑑 Bhutan in Color 2007: A Himalayan Kingdom through the Lens of an American Journalist の著者である。

## 参照
1. ↑  http://www.insidevoa.com/media-relations/experts/117955284.html
2. ↑  Company, The Asahi Shimbun. “大統領のツイートに振り回される記者たち - 松本一弥｜論座 - 朝日新聞社の言論サイト”. 論座（RONZA）. 2020年10月3日閲覧。
3. ↑  “US correspondents venture into nuclear no go zone” (英語). www.abc.net.au (2011年4月17日). 2020年10月3日閲覧。
4. ↑  “At Crippled Japanese Nuclear Plant: Sign Says 'Zero Disasters For This Year'” (英語). NPR.org. 2020年10月3日閲覧。
5. ↑  Kaplan, Talia (2020年4月30日). “Karen Pence defends husband after backlash for not wearing a mask at Mayo Clinic visit” (英語). Fox News. 2020年10月3日閲覧。
6. ↑  Steve Herman, "All of us who traveled with him were notified by the office of @VP the day before the trip that wearing of masks was required by the @MayoClinic and to prepare accordingly."
7. ↑  Papenfuss, Mary (2020年5月1日). “Reporter Who Tweeted About Face-Mask Fiasco Says He Was Banned From Future Pence Trips” (英語). HuffPost. 2020年10月3日閲覧。
8. ↑  “Reporter says he was punished for revealing Pence's office knew about Mayo Clinic's mask policy before his visit” (英語). www.cbsnews.com. 2020年10月3日閲覧。
9. ↑  http://www.fccj.or.jp/node/1828
10. ↑  http://www.wasedamarketing.com/staticpages/index.php/board
11. ↑  Herman, Steven (2008-03) (英語). Bhutan in Color 2007: A Himalayan Kingdom Through the Lens of an American Journalist. Nama Productions, Incorporated. ISBN 978-0-9655614-2-6